# 多爾濟額爾德尼阿海
多爾濟額爾德尼阿海（17世纪—1711年），博尔济吉特氏，清朝喀尔喀蒙古第四代土谢图汗。
多爾濟額爾德尼阿海是阿巴岱的玄孙，额列克的曾孙，第一代土谢图汗察衮的孙子，第二代土谢图汗察珲多尔济的次子。多爾濟額爾德尼阿海的大哥是多罗郡王噶勒丹多尔济，噶勒丹多尔济之子敦多布多尔济为第三代土谢图汗。康熙四十一年（1702年）敦多布多尔济因为渎职降为郡王；多爾濟額爾德尼阿海袭封土谢图汗。康熙五十年（1711年），多爾濟額爾德尼阿海去世，其子旺札勒多爾濟袭封土谢图汗。
| 前任： 敦多布多尔济 | 土谢图汗 1702年－1711年 | 繼任： 旺札勒多爾濟 |